# Dominion: Prequel to the Exorcist
Dominion: Prequel to the Exorcist (titulada El exorcista: El comienzo-La versión prohibida en España y Dominion: Precuela del exorcista en México) es una película de terror estrenada el 20 de mayo de 2005 en Estados Unidos y el 3 de octubre del mismo año en España, directa al mercado del DVD. Protagonizada por Stellan Skarsgård y dirigida por Paul Schrader. El film fue rodado íntegramente antes que la película que viera los cines el año anterior, Exorcist: The Beginning (2004), dirigida por Renny Harlin. Sin embargo, los productores de la Warner Bros no estuvieron de acuerdo con el resultado final, por lo que fue desestimada para su estreno. Tras esta decisión, Paul Schrader acudió a los tribunales y consiguió que finalmente su película fuera proyectada en cines y lanzada al mercado de DVD y alquiler. Paradójicamente, este film consiguió mejores comentarios por parte de la prensa especializada que el estrenado en cines el año anterior.

## Argumento
Después de haber perdido completamente su fe en Dios, el padre Merrin (Stellan Skarsgård) se une a una excavación arqueológica británica en una remota región de Kenia donde han descubierto una iglesia Bizantina en un estado inexplicablemente perfecto, como si esta hubiese sido enterrada el mismo día que se terminó de construir. Pero bajo la iglesia, algo mucho más antiguo y peligroso duerme, esperando a ser despertado. La locura se apodera de los lugareños y de los soldados ingleses encargados de vigilar la excavación. 
Merrin observa con gran impotencia las barbaridades que había rogado no volver a presenciar nunca más a lo largo de su vida. Pero finalmente la sangre de los inocentes fluye en grandes cantidades sobre la llanura del Este de África, y el terror no ha hecho más que comenzar. En el lugar en que nació el Mal, Merrin podrá ver finalmente su auténtico rostro.

## Recepción crítica y comercial
Según la página de Internet Rotten Tomatoes obtuvo un 29% de comentarios positivos, llegando a la siguiente conclusión:"Mientras el director Paul Schrader se esfuerza por describir las tentaciones del mal y los pecados de los humanos de una forma admirable, esta precuela sufre de unos pobres efectos visuales, un guion débil y escasa tensión psicológica. Una película de terror demasiado ambiciosa". Destacar el comentario del crítico cinematográfico Roger Ebert: 

"En lugar de sustos baratos, Schrader nos da una visión escalofriante de un buen sacerdote que teme que la bondad quizá no sea suficiente."
Roger Ebert.

Según la página de Internet Metacritic obtuvo críticas mixtas, con un 55%, basado en 16 comentarios de los cuales 6 son positivos. Recaudó en Estados Unidos, en exhibición limitada, aproximadamente 250.000 dólares. Se desconoce las recaudaciones internacionales, el film se estrenó en numerosos mercados directamente en el mercado del DVD y alquiler. El presupuesto invertido en la producción fue de aproximadamente 30 millones.

## Localizaciones
Dominion: Prequel to the Exorcist se rodó entre el 11 de noviembre de 2002 y marzo de 2003 en diferentes localizaciones de Italia y Marruecos así como los Cinecittà Studios, situados en la ciudad de Roma.

## DVD
Dominion: Prequel to the Exorcist salió a la venta el 25 de octubre de 2005 en Estados Unidos, en formato DVD. El disco contiene menús interactivos, acceso directo a escenas, subtítulos y audio en múltiples idiomas, comentario del director Paul Schrader, escenas adicionales y galería de imágenes. En España salió a la venta el 3 de octubre de 2005, en formato DVD.